# آی تریپل ای ۱۵۴۷
استاندارد آی تریپل ای ۱۵۴۷ (به انگلیسی: IEEE 1547) (استاندارد برای اتصال داخلی منابع تغذیه پراکنده به سیستم‌های قدرت الکتریکی) استانداردی از موسسه مهندسین برق و الکترونیک است که به منظور ارائه مجموعه ای از معیارها و الزامات برای اتصال منابع تولید پراکنده به شبکه برق را فراهم می‌سازد.

## هدف
«این سند یک استاندارد یکسان برای اتصال منابع پراکنده با سیستم‌های قدرت (EPSs) را ارائه می‌دهد و الزامات مربوط به عملکرد، بهره برداری، آزمایش، ایمنی و تعمیر و نگهداری اتصالات داخلی را فراهم می‌کند.»
با افزایش پذیرش منابع توزیع شده در حال و آینده، مجموعه ای از استانداردها در مورد استفاده از آنها در شبکه برای قابلیت اطمینان کلی، ایمنی و هزینه اهمیت فزاینده ای پیدا می‌کند. علاوه بر این، فقدان استاندارد ملّی مانعی برای اجرای پروژه‌های جدید تولید پراکنده تلقی می‌شد. این استاندارد در نظر گرفته شده است که به‌طور جهانی قابل پذیرش باشد، از نظر فناوری بی‌طرف باشد و منابع توزیع شده را به اندازه 10 مگاولت آمپر پوشش دهد.

## توسعه
در اوایل سال ۱۹۹۹، IEEE انجام P1547 را تأیید کرد. با حمایت وزارت انرژی ایالات متحده، این پروژه به صورت سریع آغاز شد که زمان توسعه معمول را به نصف کاهش می‌داد. پیش نویس استاندارد ۱۰ بار قبل از تصویب P1547/Draft 11 با ۹۱ درصد رای در فوریه ۲۰۰۳ مورد بازنگری قرار گرفت. سپس در ۱۲ ژوئن ۲۰۰۳ توسط هیئت استانداردهای IEEE تصویب شد و در ۲۰ اکتبر ۲۰۰۳ نام ANSI دریافت کرد.